# 1964年全仏選手権 (テニス)
1964年 全仏選手権（1964ねんぜんふつせんしゅけん、Internationaux de France de Roland-Garros 1964）に関する記事。フランス・パリにある「ローランギャロス・スタジアム」にて開催。

## 大会の流れ
- 男子シングルスは「100名」の選手による7回戦制で行われた。シード選手は16名で、8名のシード選手を含む28名に「1回戦不戦勝」（抽選表では“Bye”と表示）があった。2回戦から登場したシード選手が初戦敗退の場合は「2回戦＝初戦」と表記する。
- 女子シングルスは「85名」の選手による7回戦制で行われた。21名の選手を絞り落とすため、1回戦として21試合を実施し、他の43名は2回戦から登場した。シード選手は16名であったが、6名の選手が1回戦から出場した。2回戦から登場したシード選手が初戦敗退の場合は「2回戦＝初戦」と表記する。

## シード選手

### 男子シングルス
1. ロイ・エマーソン　（ベスト8）
2. ピエール・ダーモン　（ベスト4）
3. マニュエル・サンタナ　（優勝、3年ぶり2度目）
4. ヤン＝エリック・ルンドクイスト　（ベスト4）
5. ラファエル・オスナ　（4回戦）
6. フレッド・ストール　（4回戦）
7. マーティン・マリガン　（4回戦）
8. ニコラ・ピエトランジェリ　（準優勝）
9. マイケル・サングスター　（3回戦）
10. ユージン・スコット　（ベスト8）
11. トニー・ローチ　（2回戦）
12. クリフ・ドリスデール　（ベスト8）
13. ジョン・ニューカム　（2回戦）
14. ロバート・ウィルソン　（3回戦）
15. ケン・フレッチャー　（4回戦）
16. ニコラ・ピリッチ　（4回戦）

### 女子シングルス
1. マーガレット・スミス　（優勝、2年ぶり2度目）
2. マリア・ブエノ　（準優勝）
3. レスリー・ターナー　（ベスト4）
4. ナンシー・リッチー　（4回戦）
5. ジャン・レヘイン　（ベスト8）
6. クリスティン・トルーマン　（ベスト8）
7. フランソワーズ・デュール　（2回戦＝初戦）
8. ベラ・スコバ　（ベスト8）
9. ディードル・キャット　（4回戦）
10. アネッテ・バン・ジル　（4回戦）
11. ロビン・エバーン　（4回戦）
12. エリザベス・スターキー　（3回戦）
13. ヘルガ・シュルツェ　（ベスト4）
14. マドンナ・シャクト　（4回戦）
15. ジュディ・テガート　（4回戦）
16. レア・ペリコリ　（4回戦）

## 大会経過

### 男子シングルス
準々決勝
- ニコラ・ピエトランジェリ vs.  ロイ・エマーソン　6-1, 6-3, 6-3
- ヤン＝エリック・ルンドクイスト vs.  クリフ・ドリスデール　6-4, 6-4, 3-6, 6-1
- マニュエル・サンタナ vs.  ロナルド・バーンズ　6-4, 6-3, 6-3
- ピエール・ダーモン vs.  ユージン・スコット　6-3, 6-2, 6-0

準決勝
- ニコラ・ピエトランジェリ vs.  ヤン＝エリック・ルンドクイスト　4-6, 6-3, 6-4, 6-4
- マニュエル・サンタナ vs.  ピエール・ダーモン　8-6, 6-4, 3-6, 2-6, 6-4

### 女子シングルス
準々決勝
- マーガレット・スミス vs.  ベラ・スコバ　6-1, 6-1
- ヘルガ・シュルツェ vs.  ジャン・レヘイン　2-6, 7-5, 6-3
- レスリー・ターナー vs.  クリスティン・トルーマン　6-1, 6-3
- マリア・ブエノ vs.  カレン・サスマン　6-4, 6-0

準決勝
- マーガレット・スミス vs.  ヘルガ・シュルツェ　6-3, 4-6, 6-2
- マリア・ブエノ vs.  レスリー・ターナー　3-6, 6-2, 6-0

## 決勝戦の結果
- 男子シングルス： マニュエル・サンタナ vs.  ニコラ・ピエトランジェリ　6-3, 6-1, 4-6, 7-5
- 女子シングルス： マーガレット・スミス vs.  マリア・ブエノ　5-7, 6-1, 6-2
- 男子ダブルス： ロイ・エマーソン＆ ケン・フレッチャー vs.  ジョン・ニューカム＆ トニー・ローチ　7-5, 6-3, 3-6, 7-5
- 女子ダブルス： マーガレット・スミス＆ レスリー・ターナー vs.  ヘルガ・シュルツェ＆ ノルマ・ベイロン　6-3, 6-1
- 混合ダブルス： ケン・フレッチャー＆ マーガレット・スミス vs.  フレッド・ストール＆ レスリー・ターナー　6-3, 6-4